# Deblod Sundoro
Deblod Sundoro is een bestuurslaag in het regentschap Tebing Tinggi van de provincie Noord-Sumatra, Indonesië. Deblod Sundoro telt 4592 inwoners (volkstelling 2010).